# Aeroportul Olney-Noble
Aeroportul Olney-Noble (IATA: OLY, ICAO: KOLY, FAA LID: OLY) este un aeroport din Illinois, Statele Unite ale Americii.
Situat la o altitudine de 146,94408 m, aeroportul dispune de 2 piste.

## Infrastructură

### Piste
Aeroportul dispune de 2 piste. Pista 03/21 are suprafața de asfalt și dimensiunile 3.598 picioare × 60 picioare. Pista 11/29 are suprafața de asfalt și dimensiunile 4.099 picioare × 75 picioare. 